# Pau Luque
Pau Luque Sánchez (Barcelona, 1982) és un filòsof català, professor de la Universitat Nacional Autònoma de Mèxic (UNAM).

## Trajectòria
Pau Luque és professor de Filosofia del Dret a l'Institut d'Investigacions Filosòfiques de la Universitat Nacional Autònoma de Mèxic (UNAM). Col·labora assíduament amb el diari espanyol El País.
El 2018 va publicar La secesión, en los dominios del lobo (Catarata), un assaig sobre la tardor independentista catalana del 2017.
El 2020 va obtenir el premi Anagrama d'Assaig amb l'obra Las cosas como son y otras fantasías. Moral, imaginación y arte narrativo. En paraules de Luque, “un al·legat a favor de la imaginació i un elogi de la incertesa i la imperfecció.